# Russell County (Virginia)
Russell County ist ein County im Bundesstaat Virginia der Vereinigten Staaten. Im Jahr 2020 hatte das County 25.781 Einwohner und eine Bevölkerungsdichte von 21 Einwohnern pro Quadratkilometer. Der Verwaltungssitz (County Seat) ist Lebanon. Das County gehört zu den Dry Countys, was bedeutet, dass der Verkauf von Alkohol eingeschränkt oder verboten ist.

## Geographie
Russell County liegt fast im äußersten Südwesten von Virginia, ist im Nordwesten etwa 35 km von Kentucky, im Süden etwa 20 km von Tennessee entfernt und hat eine Fläche von 1235 Quadratkilometern, wovon fünf Quadratkilometer Wasserfläche sind. Es grenzt im Uhrzeigersinn an folgende Countys: Tazewell County, Smyth County, Washington County, Scott County, Wise County, Dickenson County und Buchanan County.

## Geschichte
Gebildet wurde es 1786 aus Teilen des Washington County. Benannt wurde es nach William Russell einem Politiker aus Virginia.

## Demografische Daten

Alterspyramide des Russell County

Nach der Volkszählung im Jahr 2000 lebten im Russell County 30.308 Menschen. Davon wohnten 1.490 Personen in Sammelunterkünften, die anderen Einwohner lebten in 11.789 Haushalten und 8.818 Familien. Die Bevölkerungsdichte betrug 25 Einwohner pro Quadratkilometer. Ethnisch betrachtet setzte sich die Bevölkerung zusammen aus 96,07 Prozent Weißen, 3,08 Prozent Afroamerikanern, 0,11 Prozent amerikanischen Ureinwohnern, 0,05 Prozent Asiaten und 0,28 Prozent aus anderen ethnischen Gruppen; 0,40 Prozent stammten von zwei oder mehr ethnischen Gruppen ab. 0,78 Prozent der Bevölkerung waren spanischer oder lateinamerikanischer Abstammung.
Von den 11.789 Haushalten hatten 31,0 Prozent Kinder und Jugendliche unter 18 Jahre, die bei ihnen lebten. 60,9 Prozent waren verheiratete, zusammenlebende Paare, 10,1 Prozent waren allein erziehende Mütter, 25,2 Prozent waren keine Familien, 23,1 Prozent waren Singlehaushalte und in 10,0 Prozent lebten Menschen im Alter von 65 Jahren oder darüber. Die Durchschnittshaushaltsgröße betrug 2,44 und die durchschnittliche Familiengröße lag bei 2,87 Personen.
Auf das gesamte County bezogen setzte sich die Bevölkerung zusammen aus 21,2 Prozent Einwohnern unter 18 Jahren, 8,6 Prozent zwischen 18 und 24 Jahren, 30,9 Prozent zwischen 25 und 44 Jahren, 26,0 Prozent zwischen 45 und 64 Jahren und 13,3 Prozent waren 65 Jahre alt oder darüber. Das Durchschnittsalter betrug 39 Jahre. Auf 100 weibliche Personen kamen 102,7 männliche Personen. Auf 100 Frauen im Alter von 18 Jahren oder darüber kamen statistisch 103,3 Männer.
Das jährliche Durchschnittseinkommen eines Haushalts betrug 26.834 USD, das Durchschnittseinkommen der Familien betrug 31.491 USD. Männer hatten ein Durchschnittseinkommen von 26.950 USD, Frauen 20.108 USD. Das Prokopfeinkommen betrug 14.863 USD. 13,0 Prozent der Familien und 16,3 Prozent der Bevölkerung lebten unterhalb der Armutsgrenze. Darunter waren 21,3 Prozent der Kinder und Jugendlichen unter 18 Jahren und 16,9 Prozent der Einwohner im Alter von 65 Jahren oder darüber.